# Палеотетис
Палеотетис — древний океан, существовавший во время палеозойской эры. Располагался между палеоконтинентом Гондвана и Гуннскими террейнами (микроконтинент Авалония). Террейны делились на Европейский Гуннский террейн (части Европы — регионы Арморика и Иберия) и Азиатский Гуннский террейн (современный Китай и восточная часть Центральной Азии). Большой трансформный разлом, как предполагается, разделял два этих террейна.
Палеотетис начал формироваться, когда два небольших Гуннских террейна откололись от Гондваны вследствие рифтогенеза в конце ордовикского периода и начали движение по направлению к Евроамерике (Лавруссия) на север; в ходе этого процесса океан Реикум, располагавшийся между Евроамерикой и Гуннскими террейнами, исчез. В девонском периоде восточная часть Палеотетиса открылась, когда микроконтиненты Сино-Корейская платформа и Южно-Китайская платформа переместились к северу. Это привело к сокращению в размерах океана Прототетис, предшественника Палеотетиса, что продолжало иметь место до позднего каменноугольного периода, когда Сино-Корейская платформа столкнулась с Сибирской. В позднем девоне, однако, зона субдукции развилась к югу от групп Гуннских террейнов, где океаническая кора Палететиса была субдуцирована. Гондвана начала двигаться в северном направлении, и в результате этого процесса была изолирована западная часть Палеотетиса.
В каменноугольном периоде произошла коллизия континентов между Евроамерикой и Европейским Гуннского террейном; в Северной Америке это событие называется Аллеганийским горообразованием, в Европе — Варисцийской складчатостью. Океан Реикум полностью исчез, а западная часть Палеотетиса была изолирована.
К концу пермского периода небольшая вытянутая Киммерийская плита (современные Турция, Иран, Тибет и части Юго-Восточной Азии) откололась от Гондваны (на тот момент части Пангеи). Южнее Киммерийского континента возник новый океан Тетис (Мезотетис или Неотетис). К концу триасового периода от Палеотетиса остался лишь узкий пролив. В раннеюрской эпохе океаническая кора Палеотетиса погружалась под Киммерийскую плиту, что привело к альпийскому орогенезу и изоляции океана с запада на восток. Последними остатками Палеотетиса, возможно, является океаническая кора в Чёрном море (Анатолийская плита, расположенная на юге Чёрного моря, считается остатком Киммерийского континента, который ограничивал Палеотетис с южной стороны).